# Kroesjevo (Plovdiv)
Kroesjevo (Bulgaars: Крушево) is een dorp in Bulgarije. Het dorp is gelegen in de gemeente Parvomaï, oblast Plovdiv. Het dorp ligt hemelsbreed ongeveer 39 km ten zuidoosten van Plovdiv en 168 km ten zuidoosten van de hoofdstad Sofia. 

## Bevolking
Op 31 december 2020 telde het dorp Kroesjevo 748 inwoners. Het aantal inwoners vertoont al jaren een dalende trend: in 1956 had het dorp nog 1.346 inwoners.
| Bevolkingsontwikkeling tussen 1934 en 2020          |
| --------------------------------------------------- |
|                                                     |
| Bron: Nationaal Statistisch Instituut van Bulgarije |

Het dorp wordt grotendeels bewoond door etnische Bulgaren, maar er zijn ook kleinere aantallen Turken en Roma. In de volkstelling van 2011 identificeerden 587 van de 699 ondervraagden zichzelf met de "Bulgaarse etniciteit" - oftewel 84% van alle ondervraagden. De overige ondervraagden identificeerden zichzelf vooral als "Turken" (67 personen, of 9,6%) of Roma (28 personen, 4%).
| Etnische samenstelling van de respondenten (2011) | Etnische samenstelling van de respondenten (2011) | Etnische samenstelling van de respondenten (2011) | Etnische samenstelling van de respondenten (2011) | Etnische samenstelling van de respondenten (2011) |
| ------------------------------------------------- | ------------------------------------------------- | ------------------------------------------------- | ------------------------------------------------- | ------------------------------------------------- |
|                                                   |                                                   |                                                   |                                                   |                                                   |
| Bulgaren                                          | Bulgaren                                          |                                                   | 84,0%                                             | 84,0%                                             |
| Turken                                            | Turken                                            |                                                   | 9,6%                                              | 9,6%                                              |
| Roma                                              | Roma                                              |                                                   | 4,0%                                              | 4,0%                                              |
| Anders/Onbekend                                   | Anders/Onbekend                                   |                                                   | 2,4%                                              | 2,4%                                              |